# Henk Morsink

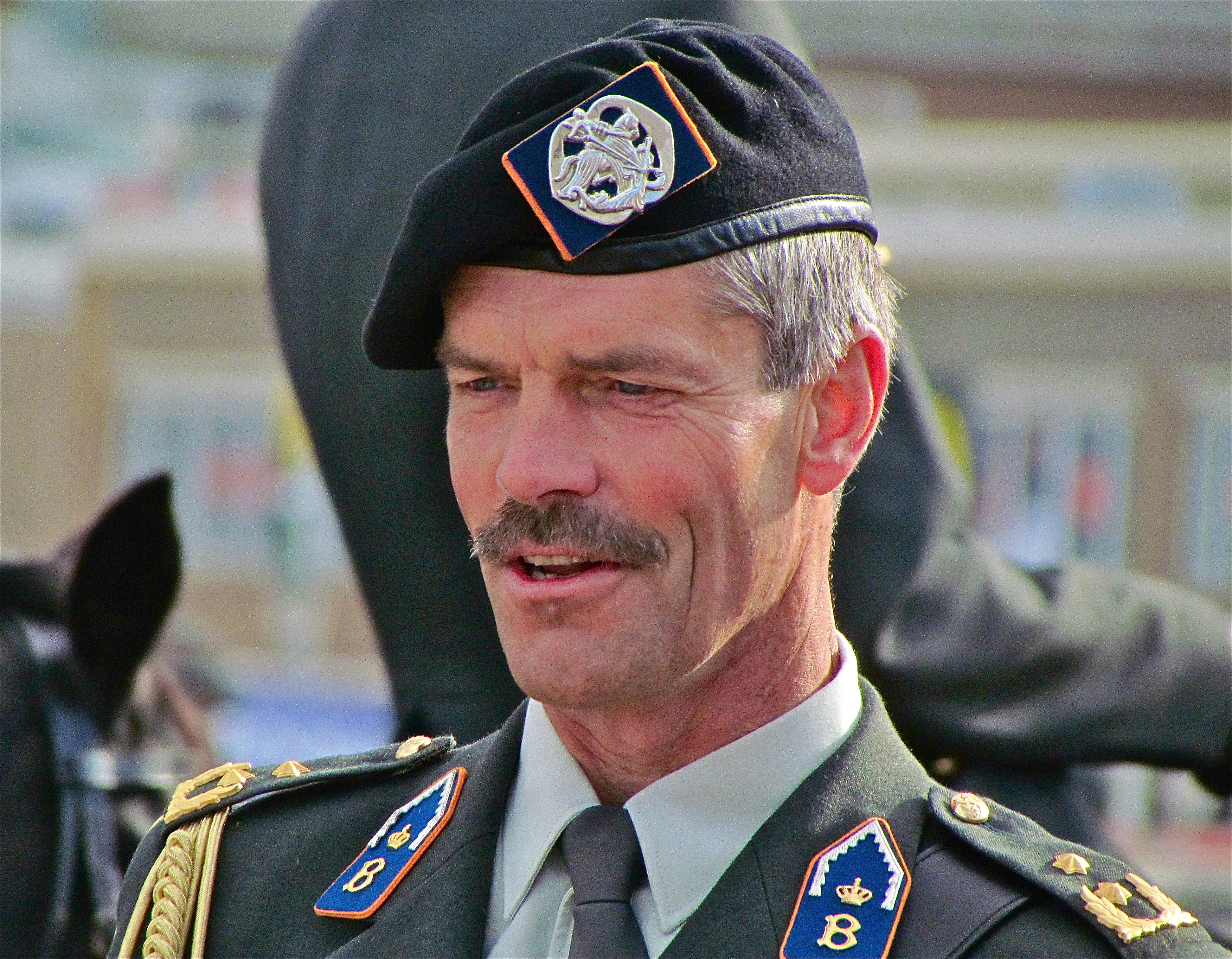
Generalmajor Henk Morsink (2011)

Henk Morsink (* 15. Mai 1956 in Enschede) ist ein ehemaliger niederländischer Generalmajor des Niederländischen Heeres.
Er besuchte u. a. die Koninklijke Militaire Academie und war von 1993 bis 1995 Morsink Teilnehmer des Lehrgangs Generalstabs-/Admiralstabsdienst National (LGAN) an der Führungsakademie der Bundeswehr (FüAkBw) in Hamburg. Zuletzt war er Chef des Militärhaushalts von Königin Beatrix.